# Johann Gottfried Kiesewetter
Johann Gottfried Kiesewetter (voller Name Johann Gottfried Karl Christian Kiesewetter, * 4. November 1766 in Berlin; † 9. Juli 1819 ebenda) war ein deutscher Philosoph. 
Kiesewetter konnte, ausgestattet mit einem kurmärkischen Stipendium, an der Universität Halle Mathematik, Philosophie und Theologie studieren. Während dieses Studiums wurde er mit den Werken Immanuel Kants vertraut und begann mit diesem einen Briefwechsel. Später besuchte er den Philosophen in Königsberg und wurde dessen „Meisterschüler“. 
1790 wurde Kiesewetter an der Universität Halle zum Dr. phil. promoviert. Noch im selben Jahr begann er in Berlin als Privatgelehrter zu unterrichten. Als Kantianer ernannte man ihn 1793 zum Professor für Philosophie, ab 1798 lehrte er als Professor für Logik. 
Parallel dazu hatte Kiesewetter in dieser Zeit eine Dozentur für Philosophie und Mathematik am Collegium Medico-Chirurgicum der Pépinière inne. Um 1813 legte Kiesewetter alle seine öffentlichen Verpflichtungen nieder und zog sich ins Privatleben zurück. Er starb sechs Jahre später in Berlin.

## Werke (Auswahl)
- Über den ersten Grundsatz der Moralphilosophie, nebst einer Abhandlung über die Freyheit. Berlin 1788/90 (2 Bände)
- Logik zum Gebrauch für Schulen. Berlin: F. T. Lagarde, 1797
- Lehrbuch der Hodegetik : oder kurze Anweisung zum Studiren. - Berlin : Nauck, 1811. Digitalisierte Ausgabe der Universitäts- und Landesbibliothek Düsseldorf
- Darstellung der wichtigsten Wahrheiten der kritischen Philosophie. Fischer, Berlin 1824